# آلن هینتون
آلن هینتون (به انگلیسی: Alan Hinton) بازیکن فوتبال زادهٔ ۶ اکتبر ۱۹۴۲ اهل انگلستان که سابقهٔ بازی در تیم ملی فوتبال انگلستان را در کارنامهٔ خود دارد. وی در تاریخ ۳ اکتبر ۱۹۶۲ نخستین بازی ملی خود را در مقابل تیم ملی فوتبال فرانسه انجام داد و با حضور در ۳ بازی ملی، در تاریخ ۱۸ نوامبر ۱۹۶۴ واپسین بازی ملی‌اش را در برابر تیم ملی فوتبال ولز برگزار کرد.
این بازیکن توانسته در بازی‌های ملی، ۱ گل به ثمر برساند.